# 穆爾縣 (北卡羅萊納州)
穆爾县（英語：Moore County）是美国北卡罗来纳州中南部的一個縣，面積1,299平方公里。根據2020年美國人口普查，共有人口99,727人。縣治迦太基。該縣成立於1784年，縣名紀念美國獨立戰爭軍官、聯邦最高法院大法官阿爾弗雷德·穆爾。